# Genicanthus bellus
Pour les articles homonymes, voir Splendide.
Espèce
Statut de conservation UICN

 LC  : Préoccupation mineure
Le Poisson-ange lyre splendide (Genicanthus bellus) est une espèce de poissons de la famille des Pomacanthidés. Elle est présente dans les récifs coralliens de l'Ouest Pacifique. La taille maximale pour cette espèce est de 18 cm à 23 cm selon les sources.

## Dimorphisme sexuel
Comme toutes les espèces du genre Genicanthus, le Poisson-ange lyre splendide présente un dimorphisme sexuel important.